# Pellegriniodendron diphyllum
Pellegriniodendron diphyllum är en ärtväxtart som först beskrevs av Hermann August Theodor Harms, och fick sitt nu gällande namn av J.Leonard. Pellegriniodendron diphyllum ingår i släktet Pellegriniodendron och familjen ärtväxter. Inga underarter finns listade i Catalogue of Life.